# كراسنوفية طويلة الفصوص
الكراسنوفية طويلة الفصوص (الاسم العلمي:Krasnovia longiloba) هو نوع من النباتات يتبع جنس الكراسنوفية من الفصيلة الخيمية.